# Уайлдинг (стандартная серия Великобритании)
«Уайлдинг» — серия стандартных почтовых и фискальных марок с фотографическим портретом королевы Елизаветы II авторства Дороти Уайлдинг, которые были в обращении с 1952 года по 1971 год. Марки серии «Уайлдинг» были первыми и единственными марками Великобритании с графитовыми линиями на оборотной стороне и первыми с фосфорными полосками на лицевой стороне — и те, и другие облегчали автоматизацию сортировки почтовых отправлений. Эти марки также стали первыми британскими марками предметной тематики высоких номиналов и первыми, на которых были представлены региональные эмблемы.

## История рисунка марок
На марках воспроизведён портрет королевы Елизаветы II, сделанный во время фотосессии 26 февраля 1952 года фотографом Дороти Уайлдинг, работавшей при Королевском дворе с 1937 года. Было рассмотрено семьдесят пять рисунков для обрамления портрета, и были выбраны пять основных рисунков Эдмунда Дюлака, Инид Маркс (Enid Marx), Мэри Адзхед (Mary Adshead), Майкла Фаррара-Белла (Michael Farrar-Bell) и Джорджа Найпа (George Knipe). Также были изображены четыре цветка, символизирующие все страны Соединённого Королевства Великобритании, имитируя один из рисунков стандартных почтовых марок времён правления короля Георга VI .
На фотографии Дороти Уайлдинг изображена королева в государственной диадеме, изготовленной для Георга IV в 1820-х годах и предназначенной для ношения снаружи шапки, носимой английскими королями при коронации. Эта диадема также была на королеве Виктории на таких почтовых марках, как Чёрный пенни. Оригинал фотографии был отретуширован таким образом, чтобы диадема была еще ближе к голове королевы.
Замену маркам серии «Уайлдинг» инициировали художники почтовых марок Майкл Гоэман и Фейт Жак (Faith Jacques). В письме, отправленном почтовому ведомству в апреле 1961 года, они высказались о сложности включения крупного портрета Уайлдинг в создаваемые ими рисунки памятных марок, при этом то, что королева наполовину повернута к зрителю, также было сочтено неудовлетворительным. Они предложили изображение, которое больше представляло бы монархию, чем личность королевы. В 1963 году, сравнив портрет Уайлдинг с предложенным Фейт Жак рисунком, Консультативная комиссия по почтовым маркам признала необходимость замены, и в 1967 году эти марки были заменены серией марок «Машен», хотя использование этого рисунка продолжалось для региональных выпусков вплоть до перехода на десятичную систему в 1971 году.

## Низкие номиналы
Восемнадцать номиналов — с шагом в 1⁄2 пенни до 3 пенсов, с шагом в 1 пенни (плюс 4+1⁄2 пенса) до 1 шиллинга, 1 шиллинг 3 пенса и 1 шиллинг 6 пенсов — были выпущены, начиная с 1+1⁄2 пенсов и 2+1⁄2 пенса 5 декабря 1952 года. Все они были напечатаны способом фотогравюры компанией Harrison и имели зубцовку 15 (точнее, 14+3⁄4) × 14. Использовались три отдельных водяных знака:
- Корона Тюдоров + E2R (1952—1954)
- Корона Святого Эдуарда + E2R (1955—1958)
- Корона Святого Эдуарда (с 1958)

Для краткости они известны как «Корона Тюдоров», «Корона Св. Эдуарда» и «Короны» (или «Множественная корона») соответственно. Водяной знак с короной Тюдоров был заменен из-за изношенности эгутера, а водяной знак с короной Св. Эдуарда был заменен из-за эмиссии шотландских региональных выпусков и ожидаемой уязвимости, поскольку Елизавета была первой Елизаветой, правившей Шотландией, а не второй.
Помимо обычного вертикального водяного знака — на марках номиналом до 4 пенсов включительно, также встречаются марки с перевернутыми, повернутыми вбок и перевернутыми вбок водяными знаками из марочных тетрадок и марочных рулонов.
С апреля 1962 года первоначальная кремовая бумага была заменена на белую, в результате чего появились два варианта марок с водяными знаками «короны». Также иногда встречается марка номиналом 6 пенсов на слегка розоватой бумаге.
Марки нескольких номиналов встречаются с различными оттенками, наиболее очевидными из которых являются красно-коричневый и тёмно-красно-коричневый для номинала 2 пенса и два различных синих оттенка для номинала 4 пенса. Есть также два различных штампа красной марки номиналом 2+1⁄2 пенса, легко различимые по очертаниям центрального драгоценного камня на короне королевы.

## Техническое новшество
Автоматическое поворачивание писем лицевой стороной (Automatic Letter Facing, ALF) было введено в экспериментальном порядке в 1957 году для автоматического ориентирования конвертов для штемпелевания почтовым штемпелем. В оригинальной системе использовались графитовые линии на обратной стороне почтовой марки. Позднее (в 1960 году) её сменила система, основанная на обнаружении фосфорных полосок на лицевой стороне марки после промежуточного этапа использования как фосфорных, так и графитовых полосок. Первые фосфорные линии были «зелёными». По техническим причинам «зеленый» фосфор был заменён «синим» фосфором (1961) и, наконец, «фиолетовым» фосфором (1965). Существенной отличительной особенностью является не цвет как таковой, а время послесвечения — у «синего» — 20 сек., у «зелёного» — 10 сек., у «фиолетового» — 5 сек.

## Высокие номиналы
В 1955 году были выпущены четыре крупноформатные марки высоких номиналов — «Замки» авторства Л. Лама (L. Lamb). Это были первые настоящие марки предметной тематики Великобритании — все предыдущие рисунки, например, коронационный выпуск 1953 года, содержали символические рисунки — и изображали голову королевы Уайлдинг и замок. Этими четырьмя марками были:
- 2 шиллинга 6 пенсов — Замок Каррикфергус
- 5 шиллингов — Замок Карнарвон
- 10 шиллингов — Эдинбургский замок
- 1 ф. ст. — Виндзорский замок

Все марки были напечатаны способом глубокой печати на различной бумаге. Использовались три отдельных типографии: Waterlow (до 1957), De La Rue (с 1958) и Bradbury Wilkinson (с 1963). Использовались два водяных знака — Корона Святого Эдуарда и Короны. У всех марок — зубцовка 11 × 12 (точнее 11+3⁄4).

## Региональные выпуски
Региональные выпуски (также известные как Региональные почтовые марки) для Северной Ирландии, Шотландии, Уэльса, Гернси, Джерси и острова Мэн были впервые выпущены в 1958 году. Хотя изображение головы королевы Уайлдинг было общим для всех марок, рамки отличались тем, что в них была включена символика регионов, такая как шотландский чертополох или валлийский дракон. Марки оставались в обращении дольше, чем общенациональные выпуски марок «Уайлдинг». Марки Гернси и Джерси были изъяты из обращения в 1969 году, когда эти острова стали почтово независимыми; остальные — при переходе на десятичную систему. Из-за продления срока обращения более поздние выпуски не имели водяных знаков — зеркально отражая марки серии «Машен». В остальном технические детали аналогичны общенациональным выпускам серии «Уайлдинг».

## Изъятие из обращения
После введения в 1971 году десятичной системы денежных единиц все почтовые марки додесятичных номиналов были изъяты из почтового обращения с 1 марта 1972 года. Это касалось всех выпусков с рисунком типа Уайлдинг, за исключением того, что марки номиналом 1 фунт стерлингов высокономинальной серии 1952 года остались в обращении.

## Другое использование
Помимо обращения на территории Соединенного Королевства Великобритании, на марках как низких, так и высоких номиналов были сделаны надпечатки для обращения в Северной Африке (агентства Марокко, Танжер) и на Ближнем Востоке (Бахрейн, Кувейт, Маскат, Катар).

## Память
В 1998 году почтовое ведомство Великобритании выпустило памятную марочную тетрадку, содержащую новые марки серии «Уайлдинг» в десятичной денежной системе, а в 2002 и 2003 годах были выпущены малые листы, каждый из которых содержал марки в стиле «Уайлдинг». Памятный малый лист стандартных марок, выпущенный Королевской почтой к Бриллиантовому юбилею Елизаветы II в 2012 году, включал одну марку с фотографией авторства Дороти Уайлдинг на основе рисунка Эдмунда Дюлака 1952 года.